# Carlos Barbosa
Carlos Barbosa is een gemeente in de Braziliaanse deelstaat Rio Grande do Sul. De gemeente telt 25.866 inwoners (schatting 2009).

## Aangrenzende gemeenten
De gemeente grenst aan Alto Feliz, Barão, Boa Vista do Sul, Farroupilha, Garibaldi en São Vendelino.

## Verkeer en vervoer
De plaats ligt aan de wegen BR-470 en RS-446.